# Hibiscus trionum
Espèce
Classification phylogénétique

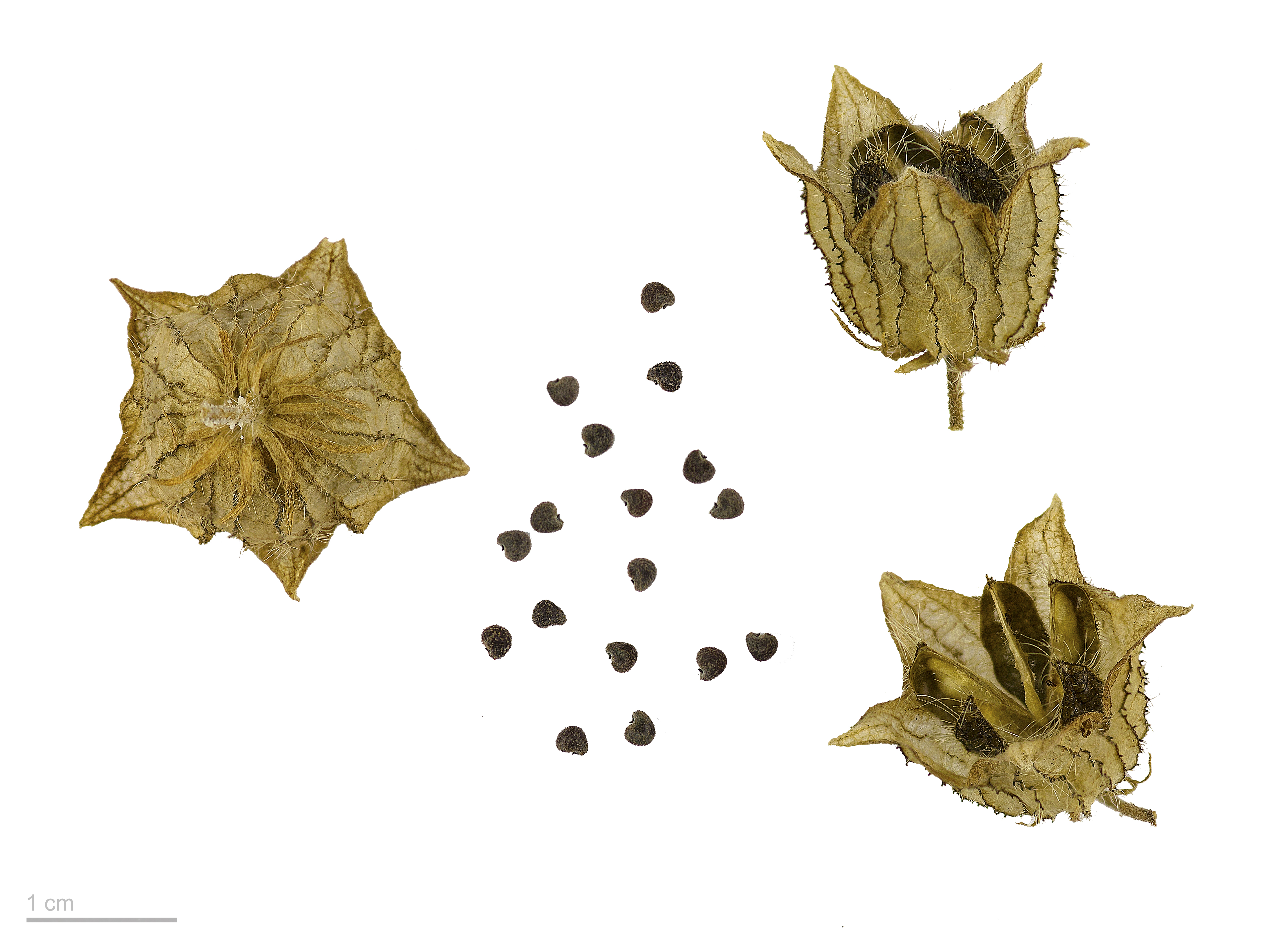
Hibiscus trionum - Muséum de Toulouse.

La Ketmie d'Afrique ou Fleur d'une heure[réf. nécessaire] (Hibiscus trionum), est une espèce de plantes herbacées annuelles (parfois bisannuelles) du genre Hibiscus, originaire de l'est du bassin méditerranéen, mais qui a été disséminée à travers le sud de l'Europe et l'Amérique comme plante de jardin.

## Caractéristiques
La plante est généralement d'une taille d'une cinquantaine de centimètres, mais atteint parfois les 80 cm. Elle a un port déprimé et la tige est ramifiée à partir de la base. Les feuilles sont simples, palmées et divisée en 3 à 7 lobes.
Elle produit des fleurs, de 2 à 4 cm de diamètre, blanches ou légèrement jaunes avec un cœur violet foncé. Le calice est membraneux et gonflé. Celles-ci s'ouvrent de juin à septembre, mais seulement pour quelques heures, d'où son nom vernaculaire.

## Synonymes
- Hibiscus africanus Mill.
- Hibiscus hispidus Mill.
- Hibiscus ternatus Cav.
- Hibiscus trionum var. ternatus DC.
- Hibiscus vesicarius Cav.
- Ketmia trionum (L.) Scop.
- Trionum annuum Medik.
- Trionum cordifolium Moench
- Trionum trionum (L.) Wooton & Standl.

## Sources
- (en) Cet article est partiellement ou en totalité issu de l’article de Wikipédia en anglais intitulé « Hibiscus trionum » (voir la liste des auteurs).